# Pedro Omar
Pedro Omar (* 8. Oktober oder 10. Oktober 1898 in Zárate, Buenos Aires; † 16. Juli 1974 in Buenos Aires) war ein argentinischer Fußballspieler und -trainer.

## Spieler

### Verein
Der während seiner gesamten Laufbahn auf der Position des rechten Verteidigers agierende Omar begann 1916 bei einem Verein in Buenos Aires mit dem Fußball. 1917 schloss er sich CA San Lorenzo de Almagro an und spielte dort bis 1930. Anderen Quellen zufolge spielte er 1919 dagegen für Club Atlético  Atlanta. 1931 sind zudem zwei Spiele für den CA River Plate verzeichnet.
Während seiner Zeit bei San Lorenzo de Almagro gewann sein Verein 1923, 1924 und 1927 dreimal die Argentinische Meisterschaft des damaligen Amateurfußballs und erreichte zudem 1925 und 1926 die Vize-Meisterschaft. Hinzu kamen zwei auf die Meisterschaften folgende Copa Aldaos 1923 und 1927.

### Nationalmannschaft
Omar kam auch für die argentinische Fußballnationalmannschaft zum Einsatz (drei Länderspiele).

## Trainer
Von 1943 bis 1947 war Pedro Omar noch einmal für San Lorenzo de Almagro tätig, diesmal als Trainer, und führte den Verein im ersten Jahr zum Pokalsieg sowie 1946 zur ersten Meisterschaft seit zehn Jahren mitsamt dem (geteilten) Sieg in der Copa Aldao. Danach zog er sich aber vom Fußballgeschehen zurück.